# Pavetta abyssinica
Pavetta abyssinica är en måreväxtart som beskrevs av Johann Baptist Georg Wolfgang Fresenius. Pavetta abyssinica ingår i släktet Pavetta och familjen måreväxter.

## Underarter
Arten delas in i följande underarter:
- P. a. abyssinica
- P. a. viridiflora
- P. a. bremekampiana
- P. a. dolichosiphon
- P. a. lamurensis
- P. a. prescottii
- P. a. usambarica